# مارسيلو زارفوس
مارسيلو زارفوس (بالبرتغالية: Marcelo Zarvos‏) (و. 1969  م) هو ملحن، وعازف بيانو، وعازف جاز، ومؤلفو موسيقى تصويرية برازيلي، ولد في ساو باولو، يستخدم آلات بيانو.

## التعليم
تعلم في كلية باركلي للموسيقى
.

## وصلات خارجية
- مارسيلو زارفوس على موقع IMDb (الإنجليزية)
- مارسيلو زارفوس على موقع ألو سيني (الفرنسية)
- مارسيلو زارفوس على موقع ميوزك برينز (الإنجليزية)
- مارسيلو زارفوس على موقع أول موفي (الإنجليزية)
- مارسيلو زارفوس على موقع بوكس أوفيس موجو (الإنجليزية)
- مارسيلو زارفوس على موقع قاعدة بيانات الأفلام السويدية (السويدية)
- مارسيلو زارفوس على موقع أول ميوزيك (الإنجليزية)
- مارسيلو زارفوس على موقع ديسكوغز (الإنجليزية)
- مارسيلو زارفوس على موقع قاعدة بيانات الفيلم (الإنجليزية)
- مارسيلو زارفوس على موقع كينوبويسك (الروسية)